# Залав'я (Сарненський район)
Зала́в'я — село в Україні,  у Рокитнівській селищній громаді Сарненського району Рівненської області. Населення становить 685 осіб.
Неподалік від села розташований Залавський заказник.

## Історія

### Друга Світова війна
3 липня 1944 року партизани УПА розгромили в селі будівлю сільради.

## Населення
За переписом населення 2001 року в селі мешкали 684 особи.

### Мова
Розподіл населення за рідною мовою за даними перепису 2001 року:
| Мова       | Відсоток |
| ---------- | -------- |
| українська | 99,85 %  |
| російська  | 0,15 %   |